# Zebrina
Zebrina ist eine Gattung der Familie der Vielfraßschnecken (Enidae) aus der Unterordnung der Landlungenschnecken (Stylommatophora).

## Merkmale
Die länglich-eiförmigen Gehäuse sind 12 bis 30 mm hoch und 7 bis 12 mm breit. Sie haben sechs bis sieben Windungen, die an der Peripherie mäßig konvex gewölbt sind. Die letzte Windung steigt zur Mündung hin nicht an. Die Mündung ist schief U-förmig. Der Mündungsrand ist am Spindelrand und an der Basis nach außen gebogen. Er ist nicht verdickt und läuft scharf aus. Die Mündung weist weder Zähne/Lamellen, noch einen parietalen Kallus auf. Das Gehäuse ist weißlich mit hell- bis dunkelbraunen Streifen. Die Oberfläche der Embryonalwindungen ist glatt, die Oberfläche der postembryonalen Windungen ist mit schwachen radialen Fältchen und spiralen Grübchen ornamentiert.
Im männlichen Trakt des Geschlechtsapparates ist am Eintritt des Samenleiters in den Epiphallus ein kurzes konisches Flagellum ausgebildet. Sehr nahe am Flagellum, jedoch gegenüber, ist ein kurzer konischer Blindsack (Epiphalluscaecum) entwickelt. Der Epiphallus ist etwa so lang wie der Penis, hat jedoch weniger als die Hälfte des Durchmessers. Intern sind die Innenwände mit kleinen konischen Tuberkeln besetzt. Der Stimulator ist zapfenförmig mit einer Längsfurche oder auch mit zwei gegenständigen Längsfurchen. Sehr dicht an der Einmündung des Penis in das Atrium zweigt der Penisappendix ab. Dieser besitzt einen sehr dicken unteren Teil, einen kurzen, sehr viel dünneren Teil, ein sehr dünnes Mittelstück und ein länglich-keulenförmigen Endteil. Der Retraktormuskel teilt sich in zwei Stränge auf, von denen einer am Penis, zwischen Mitte und Übergang Epiphallus/Penis ansetzt, der andere nahe dem Ende des unteren dicken Teils des Penisappendix. Der freie Eileiter ist etwa doppelt so lang wie die Vagina. Die Spermathek ist vergleichsweise sehr kurz, die Blase kommt am unteren Ende der Prostata zu liegen. Vom Stiel der Spermathek zweigt ein langes, dünnes Divertikel ab.

## Geographische Verbreitung
Das Verbreitungsgebiet der Gattung erstreckt sich von Süd- und Südostfrankreich über Süddeutschland und Tschechien bis nach Ungarn, Bulgarien, der westlichen Ukraine, der Türkei und dem Nahen Osten. Im Norden reicht es bis nach Südengland, in Deutschland liegt die Nordgrenze etwa auf Höhe des Harzes.

## Taxonomie
Das Taxon wurde 1838 von Friedrich Held aufgestellt. Als deutschen Trivialnamen gibt er für Zebrina Zebraschnecke an. Vier Arten weist er der neuen Gattung zu: Bulimus fasciolatus Oliver, 1801, Bulimus dealbatus Say, 1821 (heute Rabdotus dealbatus), Bulimus radiatus Bruguière, 1789 (Synonym von Zebrina detrita) und Bulimus illibatus Ziegler in Rossmässler, 1835 (Synonym von Brephulopsis cylindrica). Als Typusart wurde 1847 Bulimus fasciolatus Oliver, 1801 durch August Nicolaus Herrmannsen festgelegt, andere Forscher nennen, John Edward Gray folgend, Helix detrita Müller, 1774 als Typusart. Die Gattung Zebrina ist in den Jahren nach 2000 stark eingeengt worden.
- Zebrina Held, 1838
  - Märzenschnecke (Zebrina detrita O. F. Müller, 1774)
  - Zebrina fasciolata (Olivier, 1801)

## Belege